# Encyclia kermesina
Encyclia kermesina är en orkidéart som först beskrevs av John Lindley, och fick sitt nu gällande namn av Pedro Ortiz Valdivieso. Encyclia kermesina ingår i släktet Encyclia och familjen orkidéer. Inga underarter finns listade i Catalogue of Life.